# Отвлекающая война

Агрегированные опросы общественного мнения в период до парламентских выборов 1983 года в Великобритании. Вовлечение страны в Фолклендскую (Мальвинскую) войну в апреле 1982 года называют одним из хрестоматийных примеров отвлекающей внешней политики, оказавшей влияние на поддержку действующего правительства консерваторов

Отвлекающая война (англ. diversionary war, diversionary theory of war) в международных отношениях — теория, объясняющая агрессивную внешнюю политику или даже вовлечение в военные действия, стремлением «отвлечь» внимание граждан страны от внутренней политической повестки в неблагоприятной для политических лидеров ситуации или улучшить своё политическое положение за счёт эффекта сплочения. Для обозначения внешней политики, объясняющейся сходной мотивацией, используется более широкий термин отвлекающая внешняя политика (англ. diversionary foreign policy).
Аналогичная логика стоит за выражением «маленькая победоносная война», используемым для обозначения конфликтов, инициированных для укрепления внутриполитических позиций неустойчивого или слабого правительства за счёт быстрой, не затратной и успешной военной кампании — авторство фразы приписывается российскому министру внутренних дел В. К. Плеве, пытавшемуся обосновать вовлечение Российской империи в военный конфликт с Японией необходимостью избежать революции.

## Эффекты

### Положительные
Как правило, проведение отвлекающей внешней политики может предложить государственному или политическому лидеру находящемуся у власти четыре преимущества, каждое из которых способствует ему оставаться у власти:
1. Успешная отвлекающая внешняя политика может усилить поддержку внутреннего режима. Это, в свою очередь, увеличивает время правящего режима для решения своих внутренних проблем.
2. Искусственная напряжённость, созданная международным конфликтом, может оправдать подавление любого инакомыслия и репрессии.
3. Война за границей может отвлечь население от внутренних проблем, вызвавших изначальное недовольство собственным правительством.
4. Внешняя угроза может объединить страну через эффект «синдрома объединения вокруг флага», создав новую чужую группу, отличную от собственной власти и правительства, чтобы население могло направить своё недовольство на «чужих».

### Отрицательные
Однако все эти преимущества зависят от успеха отвлекающей войны, которую разжигает власть и правительство государства зачинщика войны, столкнувшегося с внутренними конфликтами. Неудача в этих международных действиях будет иметь крайне неприятные, а возможно и совершенно катастрофические последствия для первоначального намерения правительства страны. В результате руководство страны, скорее всего, столкнётся с ещё большими внутренними раздорами, что, возможно, ускорит потерю власти. Тем не менее, этот возможный негативный эффект рассматривается в теории отвлекающей войны. Сама теория утверждает, что рациональные политические лидеры, столкнувшиеся с почти неизбежным отстранением от власти, с большей вероятностью сделают ставку на рискованную отвлекающую войну. Если существующее недовольство в народе побуждает их изначально к отстранению от должности, отвлекающая внешняя политика оставляет место только для выгоды.

## История изучения
Логика «отвлечения» является одним из распространённых интуитивных объяснений войны. Например, именно этот механизм использовался для объяснения империализма как экспансионистской внешней политики: например, Ленин в статье «Война и российская социал-демократия» (1914) связывал вовлечение России в Первую мировую войну с «отвлечением внимания трудящихся масс от внутренних политических кризисов России». Анализ империализма у Шумпетера, изложенный в работах «Бизнес-циклы» (1939) и «Империализм и социальные классы» (1951), также указывает на то, что агрессивная внешняя политика продиктована классовыми интересами. Шумпетер разделял «капиталистическую элиту» — предпринимателей, заинтересованных в мире (см. теорию капиталистического мира) и двигающих вперёд экономику за счёт инноваций, — и «империалистическую элиту» — группу аристократов, кровно заинтересованных в развязывании войн. По собственному выражению Шумпетера, «созданная войнами, для которых она требовалась, [военная] машина создаёт войны, которые ей требуются».
Мысль о том, что война может быть средством для достижения внутриполитических целей — главным образом, за счёт расширения власти действующего правительства — прослеживается и в «Исследовании войны» (A Study of War, 1942) Куинси Райта.
Интерес к явлению среди исследователей международных отношений, особенно работающих в рационалистической парадигме международных отношений и изучающих «рационалистические» объяснения войны в духе Джеймса Фирона, во многом был возрождён после публикации в 1989 статьи Джека Леви (Levy, 1989), обсуждавшей феномен.

## Примеры

### Франко-прусская война, 1870—1871
Германский канцлер Отто фон Бисмарк часто использовал отвлекающую внешнюю политику во время своего стремления объединить Германию. Эти войны отвлекли немецкий народ от культурных различий, которые раньше мешали им образовать единую страну. Бисмарк использовал успех Франко-прусской войны аналогичным образом, официально основав Германскую империю после окончания этой победоносной войны.

### Русско-японская война, 1904—1905
Одним из исторических примеров, демонстрирующих общепринятое признание эффективности отвлекающей войны, является Русско-японская война 1904 года. За несколько месяцев до войны в России произошли многочисленные забастовки рабочих, которые привели к внутренней нестабильности. Эта нестабильность совпала с конфликтом России и Японии по поводу экспансии в Маньчжурии и Корее. Утверждалось, что, чтобы отвлечь своё население, русский царь и его министры решили подтолкнуть японцев к объявлению войны, тем самым превратив Японию в необходимую чужую группу. На самом деле министр внутренних дел России Вячеслав Плеве заявил перед началом войны: 
Этой стране нужна маленькая победоносная война, чтобы остановить волну революции.
Однако Русско-японская война также является примером того, как отвлекающая война может иметь совершенно обратные и крайне неприятные последствия. Япония сокрушительно победила Россию в боевых действиях. Всё это только усилило призывы к замене царя, ослабив его власть, и ускорило путь к Первой русской революции.

### Аннексия Крыма Россией, 2014
Исследование, проведенное в 2017 году в журнале Security Studies , показало, что захват Россией Крыма в начале 2014 года «увеличил национальную гордость россиян, в то время как поддержка президента Владимира Путина резко возросла, и они предполагают, что эти два процесса имели причинную связь».

### Агрессия России против Украины, 2022
Вторжение России на Украину является ярко выраженным примером отвлекающей войны. По данным провластной государственной организации ВЦИОМ, рейтинг Владимира Путина за 2 месяца с начала боевых действий, якобы вырос на 18 %, а 71 % опрошенных россиян будто бы поддерживают вторжение на Украину. Многие эксперты по социологии и журналисты высказали мнение, что введённая уголовная ответственность в РФ за выражение своей антивоенной позиции вызывает страх и нежелание респондентов давать правдивые и искренние ответы, и что это может полностью искажать результаты опросов, а также, что введённая цензура влияет на то, какие вопросы социологи могут задавать (например, события на Украине называют «специальной военной операцией», а не войной), что также может вводить респондентов в заблуждение и вести к искажению результатов. Один из опросов, построенных так, чтобы снизить подобные искажения общественного мнения, оценил уровень поддержки военных действий в 53 % (против 68 % при ответе на прямой вопрос).
Реальная действительность такова, что с первых дней российского вторжения в российском обществе наметился сильный раскол и гражданское противостояние, многие журналисты, известные артисты и общественные деятели, заявили о своей антивоенной позиции, за это государство массово стало приклеивать им ярлыки «иностранных агентов», и значительная часть людей несогласных с путинской политикой вынуждены покидать Россию. С первых дней войны во многих городах России проходят антивоенные акции и пикеты, поджоги военкоматов, административных зданий и военных складов, много иных актов активного гражданского неповиновения. Всё больший размах набирают и протесты жён мобилизованных на бессмысленную братоубийственную войну с Украиной. В июне 2023 года боевики ЧВК «Вагнер», которых российская власть и пропаганда чествовали как главных героев так называемой «спецоперации», подняли вооружённый мятеж, устроив поход на Москву. По мнению ряда независимых политологов, реальное положение дел столь катастрофически плачевно, что российское общество вновь, как это уже неоднократно случалось в истории страны, находится в шаге от очередной гражданской войны.

## Современные теоретические модели
Феномен отвлекающих войн может объясняться с опорой на различные механизмы: как попытка спровоцировать эффект сплочения и как попытка «поставить на восстановление» популярности (gambling for resurrection) благодаря успешной военной кампании — в таком случае военный успех может рассматриваться как достоверный (ввиду затратности) сигнал о компетентности правительства.
Теория отвлекающей войны может быть изложена как проблема принципала-агента, где руководство страны (вне зависимости от типа политического режима) выступает в качестве «агента», зависящего от поддержки правящей коалиции («принципала» — может быть электорат или военная хунта) в условиях, когда принципал заинтересован в качественном государственном управлении (например, благодаря сулимым им рентам), но не может напрямую наблюдать компетентность агента (формализуется как «тип» агента, назначаемый «природой»). Агент выбирает между вовлечением в военную агрессию или воздержанием от неё, а принципал выбирает между сохранением агента или отказом от его услуг, опираясь на наблюдаемую компетентность, зависящую от типа состояния экономики (назначается «природой») и успехом военной кампании, если таковая предпринимается. Таким образом, «отвлекающее» поведение политических лидеров будет являться попыткой убедить принципала в своей компетентности или скрыть некомпетентность (Richards et al, 1993).

## Эмпирические подтверждения
Теория отвлекающей войны получила лишь частичное подтверждение в эмпирической литературе.
Анализ 254 военизированных межгосударственных конфликтов с 1870 по 1992 года не обнаружил устойчивой статистической связи между использованием военной силы Соединенными Штатами Америки и американскими электоральными циклами (см. Выборы в США) (Gowa, 1998).
Помимо международных конфликтов, есть свидетельства использования политическими лидерами организованного насилия в отношении этнических меньшинств внутри собственной страны с аналогичной мотивацией — «отвлечением» населения от актуальных проблем (Tir & Jasinski, 1989).